# Marokko op de Olympische Winterspelen 1992
Tijdens de Olympische Winterspelen van 1992, die in Albertville (Frankrijk) werden gehouden, nam Marokko voor de vierde keer deel.

## Deelnemers en resultaten

### Alpineskiën
| Olympiër            | Discipline       | Resultaat | Prestatie                          |
| ------------------- | ---------------- | --------- | ---------------------------------- |
| Brahim Ait Sibrahim | super g (m)      | 89e       | 1.38,60 (+25,56)                   |
| Brahim Ait Sibrahim | reuzenslalom (m) | 78e       | 2.54,22 (+47,24) 1.26,81+1.27,41   |
| Brahim Ait Sibrahim | slalom (m)       | 52e       | 2.30,00 (+45,61) 1.15,13+1.14,87   |
| Noureddine Bouchaal | reuzenslalom (m) | 86e       | 3.22,30 (+1.15,32) 1.38,40+1.43,90 |
| Hicham Diddoui      | slalom (m)       | dnf-2     | opgave run 2 1.25,01+dnf           |
| Brahim Id Abdellah  | super g (m)      | 92e       | 1.49,65 (+36,61)                   |
| Brahim Izdag        | super g (m)      | 93e       | 2.08,31 (+55,27)                   |
| Brahim Izdag        | slalom (m)       | dnf-1     | opgave run 1                       |
| El-Hassan Mahta     | super g (m)      | 91e       | 1.41,06 (+28,02)                   |
| El-Hassan Mahta     | reuzenslalom (m) | dq-1      | diskwalificatie run 1              |
| El-Hassan Mahta     | slalom (m)       | 60e       | 2.57,46 (+1.13,07) 1.29,74+1.27,72 |
| Mustapha Naitlhou   | reuzenslalom (m) | 84e       | 3.17,32 (+1.10,34) 1.38,11+1.39,21 |
|                     |                  |           |                                    |
| Ghalia Sebti        | reuzenslalom (v) | 43e       | 3.07,66 (+54,92) 1.31,53+1.36,13   |
| Ghalia Sebti        | slalom (v)       | dnf-1     | opgave run 1                       |
| Nawal Slaoui        | super g (v)      | dq        | diskwalificatie                    |
| Nawal Slaoui        | reuzenslalom (v) | dnf-1     | opgave run 1                       |
| Nawal Slaoui        | slalom (v)       | 41e       | 2.17,07 (+44,39) 1.08,85+1.08,22   |

### Langlaufen
| Olympiër         | Discipline                    | Resultaat | Prestatie                                    |
| ---------------- | ----------------------------- | --------- | -------------------------------------------- |
| Faissal Cherradi | 10 km klassiek (m)            | 110e      | 1:11.07,4 (+43.31,4)                         |
| Faissal Cherradi | achtervolging 10 km+15 km (m) | 99e       | +1:09.35,9 (10 km:1:11.07 + 15 km:1:04.06,8) |
| Mohamed Oubahim  | 10 km klassiek (m)            | 108e      | 47.32,6 (+19.56,6)                           |
| Mohamed Oubahim  | achtervolging 10 km+15 km (m) | 98e       | +57.30,3 (10 km:47.32 + 15 km:1:15.36,2)     |
| Mustapha Tourki  | 10 km klassiek (m)            | 107e      | 46.15,1 (+18.39,1)                           |
| Mustapha Tourki  | achtervolging 10 km+15 km (m) | 96e       | +43.31,2 (10 km:46.15 + 15 km:1:02.54,1)     |

Algerije · Amerikaanse Maagdeneilanden · Andorra · Argentinië · Australië · België · Bermuda · Bolivia · Brazilië · Bulgarije · Canada · Chili · China · Chinees Taipei · Costa Rica · Cyprus · Denemarken · Duitsland · Estland · Filipijnen · Finland · Frankrijk · Gezamenlijk team · Griekenland · Groot-Brittannië · Honduras · Hongarije · Ierland · IJsland · India · Italië · Jamaica · Japan · Joegoslavië · Kroatië · Letland · Libanon · Liechtenstein · Litouwen · Luxemburg · Marokko · Mexico · Monaco · Mongolië · Nederland · Nederlandse Antillen · Nieuw-Zeeland · Noord-Korea · Noorwegen · Oostenrijk · Polen · Puerto Rico · Roemenië · San Marino · Senegal · Slovenië · Spanje · Swaziland · Tsjecho-Slowakije · Turkije · Verenigde Staten · Zuid-Korea · Zweden · Zwitserland